# Péninsule de Svendsen
La péninsule de Svendsen est située sur la côte sud-ouest de l'île d'Ellesmere dans l'archipel arctique canadien qui fait partie de la région de Qikiqtaaluk au Nunavut. Elle comprend de nombreux fjords.